# Аксел Хайберг (ледник)
Ледникът Аксел Хайберг (на английски: Axel Heiberg Glacier) е голям планински ледник в Западна Антарктида, Земя Едуард VІІ, Бряг Амундсен с дължина 48 km. Води началото си от Антарктическото плато на около 2700 m надморска височина и „тече“ на североизток между хребетите Хобърт на запад и Дон Педро Кристофърсън на изток, части от планината Куин Мод, която е съставна част от Трансантарктическите планини. От ляво се подхранва от ледника Сарджънт, а от дясно – от ледника Кийпар. „Влива“ се в южната част на шелфовия ледник Рос. Ледникът Аксел Хайберг за разлика от повечето ледници на Антарктида е типичен планински ледник, с много стръмен наклон (2600 m на 32 km) и „бързо течение“.
Ледникът е открит и топографски заснет през ноември 1911 г., като по него се изкачва, а след това слиза норвежкият екип, възглавяван от Руал Амундсен по време на похода си към Южния полюс. Наименуван е от Амундсен в чест на Аксел Хайберг (1848 – 1932), норвежки дипломат, финансист и меценат, спонсор на експедицията.
- Топографска карта на горната част на ледника Аксел Хайберг
- Топографска карта на долната част на ледника Аксел Хайберг